# Сръбска листа (партия в Косово)
Сръбска листа (на сръбски: Српска листа / Srpska lista; на албански: Lista Serbe) е политическа партия за права на националното малцинство на сърбите в Косово. Председател на партията е Горан Ракич. Партията има тесни връзки с правителството на Сърбия, водено от Сръбската прогресивна партия и президента Александър Вучич.

## Участия в избори

### Парламентарни избори
| Избори | Гласове | %    | Общо места | Места за сърбите | +/–          | Коалиции   |
| ------ | ------- | ---- | ---------- | ---------------- | ------------ | ---------- |
| 2014   | 38 199  | 5,20 | 9 / 120    | 9 / 10           | 9            | В коалиция |
| 2017   | 44 578  | 6,20 | 9 / 120    | 9 / 10           | Безизменение | В коалиция |
| 2019   | 52 620  | 6,61 | 10 / 120   | 10 / 10          | 1            | В коалиция |
| 2021   | 44 404  | 5,06 | 12 / 120   | 10 / 10          | 2            | В коалиция |